# Saprolegniidae
Saprolegniidae Caval.-Sm.– podklasa organizmów, która w klasyfikacji Cavallera-Smitha zaliczana jest do królestwa chromistów (Chromista).

## Systematyka i nazewnictwo
Według klasyfikacji Index Fungorum bazującej na Dictionary of the Fungi do podklasy Peronosporidae należą:
- rząd Leptomitales Kanouse 1927
- rząd Saprolegniales A. Fisch. 1892
- rodzaj incertae sedis Atkinsiella Vishniac 1958